# Diatomista
Diatomista es un grupo de algas unicelulares que incluye a las diatomeas y a otros grupos relacionados con ellas. Anteriormente llamado clado SIII, se caracterizan por tener el aparato flagelar reducido. Es posible que el antepasado común tendría cuatro raíces microtubulares porque esta es la disposición común no sólo en las algas estramenopilas, sino también en los heterokontos no fotosintéticos y otros grupos cromistas.
Son unicelulares, aunque en ocasiones forman colonias o filamentos. Conforma un grupo de gran presencia marina a nivel de todas las latitudes, también se encuentran en agua dulce y en el suelo. Aunque algunas especies son heterótrofas, son mayormente fotosintéticas y los plastos presentan clorofila a, c1, c2, c3, fucoxantina, β-caroteno, diatoxantina, diadinoxantina y otras, siendo la clorofila c3 característica de este grupo. Suelen presentar algún tipo de cubierta, las diatomeas tienen paredes de sílice opalino (frústula), los silicoflagelados tienen un esqueleto silíceo y otros presentan paredes orgánicas o están desnudos.  

## Clasificación y filogenia
Diatomista conforma un clado bien sustentado a nivel del análisis de ARNr 18S y multiproteico, además del ADNr. Sin embargo en algunos estudios aparece como parafilético y mostrando a Khakista como un clado basal de Ochrophyta.
Se distinguen las siguientes líneas de Diatomista:
- Khakista. Agrupa al importante grupo de las diatomeas y a Bolidophyceae, estas últimas careciendo de la frústula silícea característica de las primeras. Son algas unicelulares o coloniales que viven en aguas dulces, marinas y en el suelo, constituyendo una parte importante del plancton. Esta agrupación se caracteriza por la reducción del aparato flagelar y por la presencia de clorofila c3.
- Hypogyrista. Agrupa a los silicoflagelados (que forman esqueletos silíceos) y a Pelagophyceae. Ambos grupos comprenden algas unicelulares que forman parte del plancton marino. Se distingue de la agrupación anterior por la presencia una hélice transacional entre el cinetosoma y el flagelo.